# Андауский мост

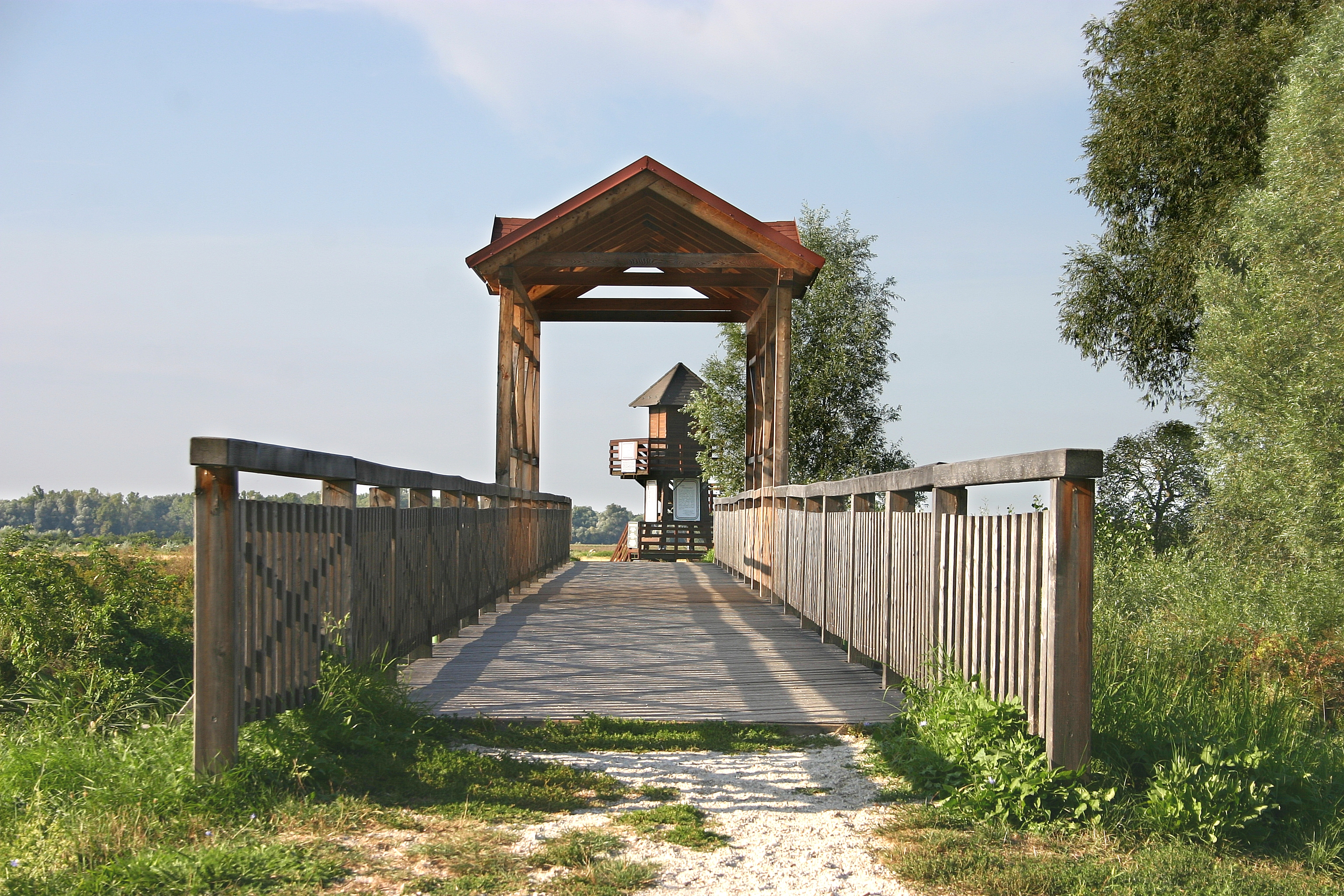

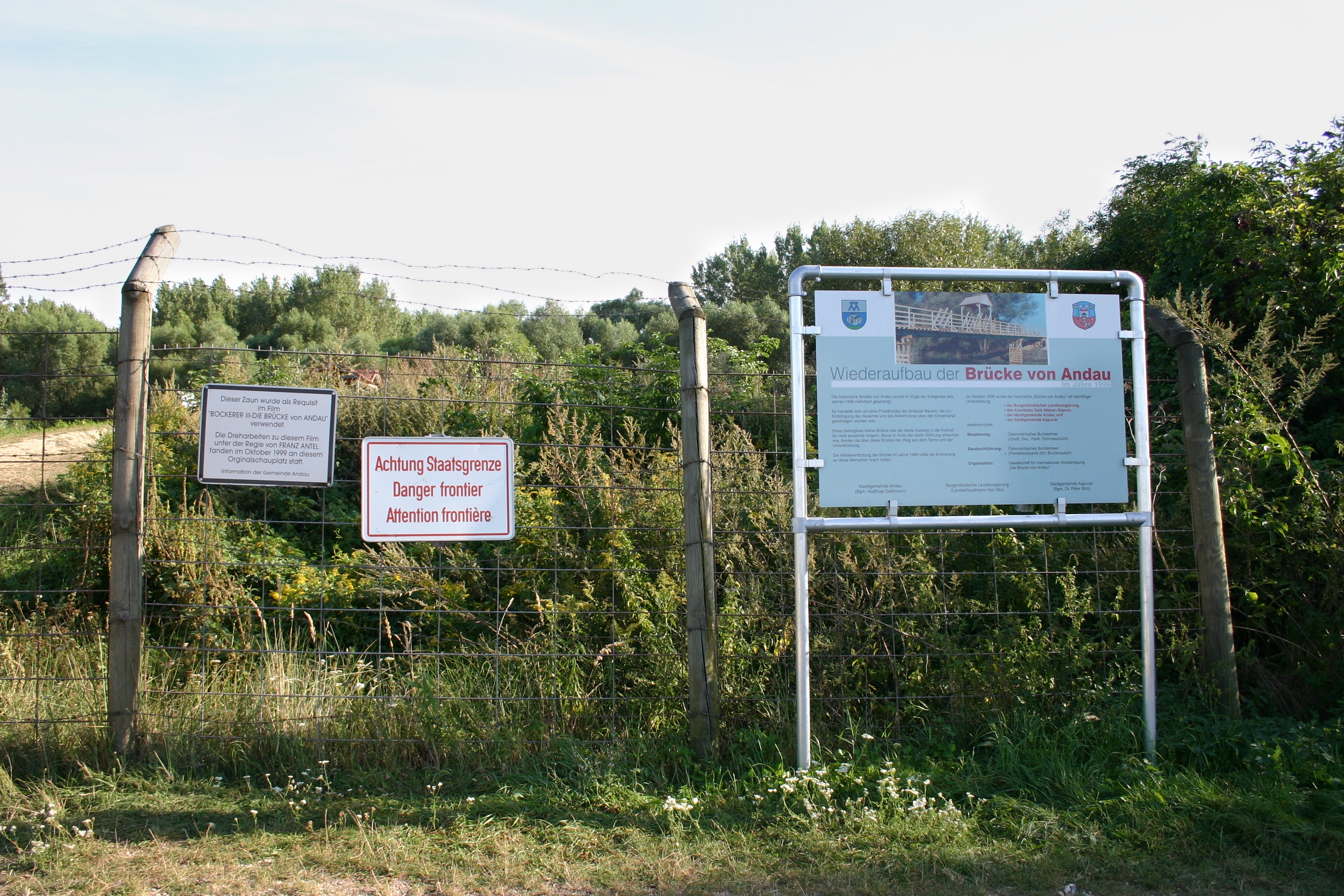

Андауский мост (нем. Brücke von Andau), (венг. Andaui-híd) — небольшой мост через  реку Айнзерканаль (нем. Einserkanal), (венг. Hansági-főcsatorna), которая является частью границы между Австрией и Венгрией. Мост находится недалеко от коммуны Андау (Бургенланд, Австрия).

## История
Начиная с событий лета 1956 года, всё больше и больше венгров бежало на Запад через границу Австрии. Даже несмотря на скромные размеры, деревянный мост через маленькую реку оказался путём к спасению для свыше 70,000 венгров во время Венгерского восстания.
После пересечения границы беженцы должны были проделать долгий девятикилометровый путь к свободе до коммуны Андау, где их встречали с большим гостеприимством жители Андау и окрестных коммун.
21 ноября 1956 года мост был взорван советскими войсками.
В 1996 году, в ознаменование 40-летия Венгерского восстания мост был восстановлен как символ толерантности и поддержки. Организованный как уникальный совместный проект австрийской и венгерской армий, он заменил временную переправу, построенную крестьянами. Тогда же на Дороге Свободы провели выставку на открытом воздухе под названием «Дорога Горя», представившую около девяносто скульптур и других видов искусств различных венгерских и австрийских создателей.

## В литературе и кино
Являясь символом свободы, мост не только дал название книге Мост в Андо Джеймса Миченера (1957), но также стал всемирно известным мемориалом. В дополнение к Миченеровской книге мост в Андау также является темой в Der Bockerer III, австрийском фильме, повествующем о Венгерском восстании в несколько юмористической манере.